# Niels Anker Kofoed
Niels Anker Kofoed (ur. 21 lutego 1929 w Bodilsker na Bornholmie, zm. 6 maja 2018) – duński polityk i rolnik, deputowany do Folketingetu, poseł do Parlamentu Europejskiego, trzykrotnie minister rolnictwa.

## Życiorys
Studiował w szkole rolniczej Tune Landbrugsskole, kształcił się także w Anglii na University of Manchester. Zajął się prowadzeniem działalności rolniczej. Był także działaczem regionalnych organizacji gospodarczych, jak również lokalnym samorządowcem na Bornholmie. Zaangażował się w działalność polityczną w ramach liberalnej partii Venstre, od 1957 do 1959 był przewodniczącym Venstres Ungdom, organizacji młodzieżowej swojego ugrupowania.
W 1964 bez powodzenia ubiegał się o mandat poselski, uzyskał go w 1968, jednak utracił w 1973. Również w 1973 po raz pierwszy został ministrem rolnictwa w gabinecie Poula Hartlinga, urząd ten sprawował do 1975. W tym samym roku powrócił do Folketingetu, zasiadając w nim przez kolejne kadencje do 1998. Ponownie zajmował stanowisko ministra rolnictwa w rządach Ankera Jørgensena (1978–1979) i Poula Schlütera (1982–1986).
Od 1975 do 1978 był członkiem Parlamentu Europejskiego. W latach 1989–1999 sprawował mandat eurodeputowanego III i IV kadencji, pełniąc m.in. funkcję wiceprzewodniczącego frakcji liberalnej.